# Monossido di carbonio deidrogenasi (ferredossina)
La monossido di carbonio deidrogenasi (ferredossina) è un enzima appartenente alla classe delle ossidoreduttasi, che catalizza la seguente reazione:
CO + H2O + ferredossina ossidata ⇄ CO2 + ferredossina ridotta
L'enzima contiene nichel, zinco e ferro che non fa parte dell'eme. Il metil viologeno può agire come accettore. L'enzima di Moorella thermoacetica esiste come complesso insieme alla acetil-CoA sintasi (metilante CO) (numero EC 2.3.1.169), la quale catalizza l'intera reazione:
proteina metilcorrinoide + CoA + CO2 + ferredossina ridotta = acetil-CoA + proteina corrinoide + H2O + ferredissina ossidata.